# ライコス
LYCOS（ライコス）は、アメリカ合衆国を中心に多くの国で展開されているポータルサイトである。
名称は、lycosia（コモリグモ）に由来。ウェブ（クモの巣）からの連想で命名された。マスコットキャラクターは黒のラブラドール・レトリーバーの「ライコス犬」。

## アメリカ合衆国
カーネギーメロン大学のマイケル ローレン モールディンによって開発された検索エンジンを商業化するため、1994年にLycos Inc.を設立。
世界展開を行い、最盛期の1999年には40か国以上に達した。2000年5月にスペインのTelefónica,S.A.の傘下のTerra Networksに売却されてTerra Lycosとなり、2004年10月に韓国のDaum Communications Corp. の傘下となりLycos, Inc.として分離され、2010年8月にインドのYbrant Digitalに売却された。

## 日本
日本では、同一の商号の日本法人が2度設立され、日本においてLYCOSのサービスを行っていた。
ライコスブランドは2003年に楽天グループのインフォシーク(Infoseek)に統合されて実質的に消滅した後、新規の日本法人が立ち上げられ新生ライコスとして2007年3月よりサービスを提供してきたが、2年足らずで閉鎖し社名変更・業態転換された。そして2009年12月よりアメリカのLycos Inc.によって、検索サービスのみが再開された。

### ライコスジャパン株式会社（初代）
住友商事・アメリカのLycos Inc.・IIJの出資により1998年4月14日に設立され、1999年10月よりポータルサイトを運営していた。大手ポータルサイトの一角を占めていたが、創業以来赤字が続き、2002年12月19日に楽天の子会社となり（2003年6月に初めて単月黒字となった）、2003年9月1日に同じく楽天の子会社であったインフォシークと共に楽天に吸収合併され、消滅している。なお、同社が日本において行っていたLYCOSのサービスは、楽天のInfoseekに統合されている。
ITバブル末期の1999年から2000年にかけて浜崎あゆみをイメージキャラクター・イメージソングに起用し、スポットCMを放映していた。また、テレビアニメ作品の「BOYS BE…」「ラブひな」では、キャラクターがライコスのサービスをPRするCMも放映された。

### ライコスジャパン株式会社（2代目）
東京通信ネットワーク株式会社（後に株式会社パワードコムに吸収合併）が運営していたCafestaの運営の引き継ぎを目的として、同社から新設分割の形で、株式会社パワードコム（後にKDDIに吸収合併）と韓国のダウム社の出資で、2004年8月2日に株式会社TAONとして設立。2007年3月20日にライコスジャパン株式会社に商号変更。
マルチメディアブログサービス「ライコスクリップ」・動画共有サービス「ライコスミックス」の二つのサービスをメインとして、2007年3月22日にライコスブランドでサービス開始。
2008年4月1日、Cafesta事業を株式会社エイアンドティー（後のカフェスタ株式会社、現在は解散）に譲渡し、2008年11月29日サービス終了して撤退した。
その後lycos.co.jpのドメインはダウムジャパンが引き継いでいたが、2013年12月にドメイン名廃止。

### 株式会社LYCOM
株式会社ダウムジャパンから2009年9月20日に株式会社LYCOM（ライコム）に商号変更、業態も輸入雑貨のインターネット販売に変更。
2012年10月よりフラッシュマーケティング・ショッピングモール型で商品の販売を行うタイムセールショッピングサイト「googoo」を運営していたが、2013年にサービス終了。